# TV 2 News
TV 2 News er Danmarks første landsdækkende 24-timers nyhedskanal, og den 5. kanal i virksomheden TV 2 Danmark.
Lanceringen af kanalen, der havde arbejdstitlen TV 2 Nyhedskanalen, blev offentliggjort i maj 2006 I august samme år blev daværende souschef på TV 2 Nyhederne Mikkel Hertz udnævnt til chefredaktør for TV 2 News. I dag er Anne Mette Svane chefredaktør for TV2 News. 
Stationen har ca. 100 medarbejdere og holder til på Teglholm Allé 16 i Københavns Sydhavn. I stationens første leveår – frem til 10. december 2007 havde TV 2 News adresse på Støberigade, hvor der blev sendt med lejet udstyr.
TV 2 News profilerer sig bl.a. på, at kanalen sender meget live. Eksempelvis dækkes statsministerens spørgetime i Folketinget og andre politiske begivenheder ofte direkte. Også udenlandske begivenheder følges ofte direkte, eksempelvis når USA's præsident eller FN's generalsekretær holder pressekonferencer.
Kanalen gik i luften 1. december 2006 klokken 12:00 og kan ses af abonnenter hos YouSee, Stofa, Boxertv og Viasat samt på internettet. TV 2 News er delvist finansieret af brugerbetaling og reklamer sendt på kanalen.
Siden starten er der jævnligt justeret på sendefladen. Således er der løbende skåret ned på antallet af vejrudsigterne, og i marts 2008 betød de forbedrede seertal, at der blev skåret ned på reklameblokkene. Den 31. marts 2008 overgik TV 2 News sammen med TV 2 Nyhederne til 16:9 formatet hvilket betød helt ny grafik og nye jingler til TV 2's nyhedsprogrammer og TV 2 News. Oprindeligt varede stationens nyhedshjul et kvarter, hvilket betød at der startede en ny nyhedsoversigt hvert kvarter, men men siden 2008 har nyhedshjulet typisk varet en halv time, dog med visse undtagelser.
TV 2 News introducerede i 2016 en ny grafik-pakke, hvor kanalens logo, grafiske udtryk og jingler blev fornyet.
I 2023 blev TV2 News logo, og grafiske udtryk fornyet.
I oktober 2023 oprettet TV2 nyhedsmagasinet Newsroom, samtidige med at TV2 Nyhederne skiftet navn til News Så 18Nyhederne blev til 18News, 19Nyhederne til 19News og 21:30Nyhederne til 21:30News.

## Logoer
- TV 2 News' anden logo i vandret version, som blev brugt fra 2008 indtil 2013
- TV 2 News' femte logo, som blev brugt fra 2019 indtil 2023.
- TV 2 News' sjette og nuværende logo, der har været brugt siden 27. marts 2023.

## Hverdage på TV 2 News
TV 2 News sender på hverdage live fra kl. 6.00 til midnat. TV 2 News producerer morgen-, middags- og aftennyhederne på TV2
News sender magasiner i weekenden, men også på hverdage sender TV 2 News magasiner.
- Der sendes på alle hverdage et magasin på TV 2 News. Magasinerne sendes første gang efter 18News. Magasinerne genudsendes i løbet af aftenen. 
  - Mandag: Business Class. Programmet har fokus på erhvervslivet i ind- og udland. I programmet sidder et skiftende panel med Vibeke Daell Bjerrum som vært
  - Tirsdag: Tirsdagsanalysen. Programmet, hvor de tidligere spindoktorer Michael Kristiansen og Peter Mogensen analyserer de vigtigste tendenser i dansk politik. Vært: Anne Vig
  - Onsdag: Lippert. Søren Lippert er vært for TV 2 News talkshow. Her kan politikere, magthavere eller aktuelle personer diskutere uden spin.
  - Torsdag:  Verden ifølge News. Programmet har fokus på det seneste fra Verdens politik. Med enten Louise Windfield-Høeghberg eller  Poul Erik Skammelsen Som vært
  - Fredag: Besserwisserne. Fire politiske kommentatorer stiller skarpt og levere aktuelle analyser af dansk politik. Med Ask Rostrup som vært

*Mandag til fredag kl. 23.00-00.00 sendes programmet 'News Night' der sætter fokus på morgendagens nyhedsdagsorden.
Hver dag sender TV 2 News programmet Newsroom Programmet sætter tempoet ned og giver mere tid til dagens største historier.  
TV 2 News profilerer sig også på aftenfladen, der ofte indeholder længere interviews og debatter om aktuelle emner. Ligeledes afholdes der engang i mellem, afhængigt af  den politiske situation, lidt større debatmøder mellem ledende politikere.
TV 2 News sender alle hverdage fra 16.00-18.00 programmet News&Co.. Her diskuterer et panel dagens vigtige emner. Programmet er blevet en stor succes for kanalen. Arkiveret 8. juli 2019 hos  Wayback Machine
.

## Weekendprogrammer
Ud over de klassiske nyheder sendes magasiner i weekenden.
- Besserwisserne er programmet hvor 4 politiske kommentatorer, flankeret af Ask Rostrup, analyserer ugens politik. Derudover gætter de skriftende kommentatorer også på forskellige politiske handlinger, som vil ske i fremtiden, og så vil en jo få ret, og blive den heldige Überbesserwisser. Programmet sendes første gang fredage kl. 18.20, og genudsendes Kl. 21.10.
- Presselogen sendes hver søndag med enten Josefine Kofoed, Anne Vig, eller Mads Frimann som vært. Programmet har besøg af store personligheder i den danske mediebranche. Værterne ser kritisk på mediernes dækning af ugens tophistorier. Programmet sendes live kl. 10:00 og genudsendes kl. 13:00, 18:00, 21:00 og 00:00

## Værter
- Søren Lippert - også vært på Lippert
- Allan Silberbrandt
- Karen-Helene Hjort også vært på Presselogen
- Dennis Ritter
- Anders Havndrup
- Vibeke Daell Bjerrum - også vært på Business Class
- Anne Vig - også vært på Tirsdagsanalysen
- Christian Høgh Andersen
- Charlotte Vestergaard Beder
- Gertrud Højlund
- Christian Bækgaard
- Johan Engbo
- Josefine Kofoed - også vært på Presselogen
- Ask Rostrup - også vært på Besserwisserne
- Louise Windfield-Høeghberg også vært på Verden ifølge News
- Mads Frimann også vært på Presselogen
- Katja Damkier Hansen
- Camilla Nørgaard
- Thomas Buch-Andersen
- Ditte Haue
- Miriam Zesler
- Poul Erik Skammelsen - også vært på Verden ifølge News
- Troels Mylenberg

### Udlandskorrespondenter
| Korrespondenter                          |                      |
| Område                                   | Korrespondent        |
| USA                                      | Lotte Mejlhede       |
| Europa                                   | Jesper Steinmetz     |
| EU                                       | Lise Toft Hessellund |
| Tyskland, Østeuropa                      | Uffe Dreesen         |
| Sydeuropa                                | Eva Ravnbøl          |
| Norden                                   | Jesper Zølck         |
| Kina                                     | Casper Wichmann      |
| Ukraine, Rusland, Syrien                 | Claus Borg Reinholdt |
| Mellemøsten                              | Simi Jan             |
| Afrika                                   | Ole Vestergaard      |
| Mellemøsten                              | Rasmus Tantholdt     |
| International sikkerhedspolitik, Forsvar | Anders Lomholt       |
| International                            | Ulla Terkelsen       |

## Chefredaktører gennem tiden
- Mikkel Hertz 2006 - 2015
- Mette Østergaard 2015 - 2018
- Ulla Pors Nielsen 2018 - 2021
- Ask Rostrup 2021- 2022
- Anne Mette Svane 2022 -

### Planen for hvornår værterne skifter
Hverdage
- 06.00-10.30: Her sidder to værter hele morgenen igennem.
- 10.30-16.00: Her skiftes to værter til at dække nyhedsbilledet i dagtimerne.
- 16.00-18.00: Her sendes News&Co. Her sidder to værter sammen med et panel.
- 18.20- 18.50: Her sendes magasiner, med tilhørende faste værter.
- 19.25-00.00: Her sidder en vært aftenen igennem.

Weekender
- 07:00-12.30: Her sidder en vært, og styrer morgennyhederne både på News, men også på TV 2.
- 12.30-18.00: Her sidder en anden vært, og styrer eftermiddagen på News.
- 18.00-00.00: Her sidder så dagens tredje vært, og kører aftenens nyheder.

I weekenden køres der oftere LOT (Live on tape), altså genudsendelse. Oftest sidder værten direkte fra hel til halv, og så genudsendes den halve times nyheder igen fra halv til hel.

## Sendeplan for TV 2 News i et døgn (hverdage)
Kanalen sender to udsendelser i timen og programmet for et typisk døgn ser sådan ud:
- Kl. 06.00 Morgennyhederne på News
- Kl. 12.00-13.00: Nyheder, Sport og Vejr
- Kl. 13.00-16.00: Nyheder, sport og vejr
- Kl. 16.00-18.00: News&Co., nyheder og vejr
- Kl. 18.00-18.20: 18News
- Kl. 18.20- 18.50: Magasiner (Business Class, Tirsdagsanalysen, Lippert, Verden i Følge News, Besserwisserne)
- Kl. 18.50-19.00: Vejret
- Kl. 19.00-19.25: TV 2 News
- Kl. 19.25-22.00: Nyheder, finans og sport - eller anden del af de faste magasiner
- Kl. 20.00-21.30: Nyheder og vejr
- Kl. 21.30-22.00: 21.30-News
- Kl. 22.00-23.00: Newsroom
- Kl. 23.00-00.00: News Night: Der samles op på dagens nyheder, og man ser frem mod morgendagens nyheder.
- Kl. 00.00-06.00: Båndsløjfe på en halv times varighed. Opdateres efter behov
- Kl. 00.10-01.00: Politiske magasiner (G)

Desuden producerer TV 2 News nyhedsudsendelserne klokken 06.00, 06.30, 07.00, 07.30, 08.00, 08.30, 09.00, 10.00, 11.00, 12.00.

## Teknik
Med ambitionen om at kunne sende live fra nyheder 24 timer i døgnet, har TV 2 News taget en del ny teknologi i brug.
- Afvikling: Computerprogrammet Mosart styrer næsten alt i afviklingen af de daglige programmer. Billede, lyd, kameraer og grafik styres af Mosart via et ganske almindeligt tastatur. Dermed er fotografer, lydfolk og producerassistenter sparet væk
- Grafik: Computerprogrammet Viz-Artist 5u2122 er det program, der laver den daglige grafik på TV 2 News. Programmet er så enkelt, at journalistiske medarbejdere selv kan håndtere det, så der kan frigøres ressourcer på mere komplicerede grafiske opgaver til uddannede grafikere.
- Redigering: Billedmaterialet på TV 2 News bliver klippet på AVID billed- og lydredigeringssytemer. Til at opbevare billederne er der indkøbt et tilhørende ISIS-serversystem.
- Kamera: Kamerasystemet der skal indsamle billeder og lyd til nyhederne, er Panasonics P2 system. Kameraet lagrer billeder og lyd på særlige P2-kort, der kan sammenlignes med konsumersystem som Compact Flash kort til almindelige still-kameraer.

## Seertal
Seertallene på TV 2 News kom dårligt fra start i lighed med de fleste nye kanaler.
Under urolighederne på Nørrebro 16. december 2006, hvor TV 2 News sendte live det meste af dagen, valgte kun 18.000 danskere ifølge TV 2's egne seertal at følge dækningen. Til sammenligning havde de ekstra TV-aviser på DR over 1 mio. seere.
Et andet eksempel er fra 30. december 2006. Her så 14.000 nytårsvejrudsigten på TV 2 News. Til sammenligning så 418.000 med på hovedkanalen TV 2.
Under valgkampen op til folketingsvalget i 2007 steg seertallene dog betragteligt og har siden ligget væsentligt højere end før valget blev udskrevet. Ca. 450.000 danskere er dagligt forbi TV 2 News, hvor de ser med i gennemsnit 30 minutter (mod 20 minutter før valget i 2007). I løbet af en uge har kanalen besøg af over 1,4 mio. seere.
Et foreløbigt højdepunkt er uge 50 i 2009, hvor TV 2 News i løbet af ugen havde 1.901.000 unikke seere, der så mindst ét minut af TV 2 News . Samme uge blev rekorden for antal af seere pr. dag slået med 1.040.000 seere lørdag d. 12. december 2009. Seerrekordene blev sat i forbindelse med TV 2 News intensive dækning af COP15 – Klimatopmødet i København.
Siden da har TV 2 News' seertal stabiliseret sig på et højt niveau med mellem 1,2 og 1,5 millioner ugentlige seere. Der har desuden været en tendens til, at seerne bruger mere og mere tid på at se TV 2 News. 
TV2 News er den næst mest sete kanal blandt alle TV2’s kanaler hvor at omkring 35% af TV2’s sere ser News i 2022 tallene er vokset markant siden 2018.
TV 2 News var i 2022 Danmarks tredjestørste tv-kanal.

## Modtagelse
Ifølge Gallup kan TV 2 News ses af 55% af de danske husstande. TV 2 News distribueres via YouSee og Viasat. I december 2008 blev TV 2 News flyttet fra YouSees fuldpakke til mellempakken. Fra 1. februar 2009 distribueres TV 2 News endvidere af Boxer TV. Canal Digitals parabolkunder kan også modtage kanalen fra 1. maj 2010.